# Myotis goudoti
Myotis goudoti (Smith, 1834) è un pipistrello della famiglia dei Vespertilionidi endemico del Madagascar.

## Descrizione

### Dimensioni
Pipistrello di piccole dimensioni, con la lunghezza totale tra 84 e 90 mm, la lunghezza dell'avambraccio tra 34 e 41 mm, la lunghezza della coda tra 36 e 42 mm, la lunghezza del piede tra 9 e 11 mm, la lunghezza delle orecchie tra 15 e 18 mm e un peso fino a 6 g.

### Aspetto
La pelliccia è lunga, soffice e densa. Le parti dorsali sono castane, con la base dei peli grigio-brunastra, mentre le parti ventrali sono marroni chiare, con la base dei peli nerastra o marrone scura. Il muso è corto, appiattito, densamente ricoperto di lunghi peli, tranne l'estremità nasale, completamente priva di peli. Le narici sono prominenti e si aprono esternamente e verso il basso. Le orecchie sono grandi, moderatamente lunghe e arrotondate, con una profonda rientranza nella parte centrale del margine esterno. Il trago è di dimensioni moderate e leggermente curvato in avanti. Le ali sono attaccate posteriormente alla base delle dita del piede. Il calcar è lungo e privo di carenatura. L'estremità della lunga coda si estende oltre l'ampio uropatagio.

### Ecolocazione
Emette ultrasuoni a ciclo di lavoro alto con impulsi di breve durata a frequenza modulata iniziale a 75 kHz e finale a 55 kHz.

## Biologia

### Comportamento
Si rifugia all'interno di grotte e crepacci dove forma grandi colonie fino a qualche migliaio di individui.

### Alimentazione
Si nutre di ragni e insetti (prevalentemente imenotteri e neurotteri).

## Distribuzione e habitat
Questa specie è endemica del Madagascar ed ha un'ampia diffusione su tutta l'isola.
Vive in diversi tipi di habitat.

## Conservazione
La IUCN Red List, considerata l'estesa diffusione sull'isola e l'assenza di serie minacce, classifica M.goudoti come specie a rischio minimo (Least Concern).